# Takra
Takra Oy var en finländsk traktortillverkare. 
Takrafabriken låg i Tammerfors. Företaget började som ett bussföretag och började tillverka reservdelar för fordon under andra världskriget. Efter kriget tillverkades transportband som en del av Finlands krigsskadestånd till Sovjetunionen. Det hade då 300 anställda och en omsättning på 188 miljoner mark 1948.
Takrafabriken beslöt 1946 att tillverka traktorer och den första prototypen blev klar 1948. Den första provserien byggdes i juni 1949. År 1950 påbörjades serieproduktion med 100 enheter. En ny fabrik började byggas våren 1953 och produktion startade där vintern 1954. Tillverkningen lades ned 1955 och fabrikslokalerna såldes till Tammerfors stad. Sammanlagt tillverkades 880 enheter under åren 1949–1954. 
Traktorn drevs av en treliters bensinmotor från amerikanska Waukesha Engines på 32–38 hästkrafter. Dess dragkraft motsvarade en Fordson Major. Den bedömdes vara mest passande för ett jordbruk på omkring 40 hektar öppen mark.